# Палеография

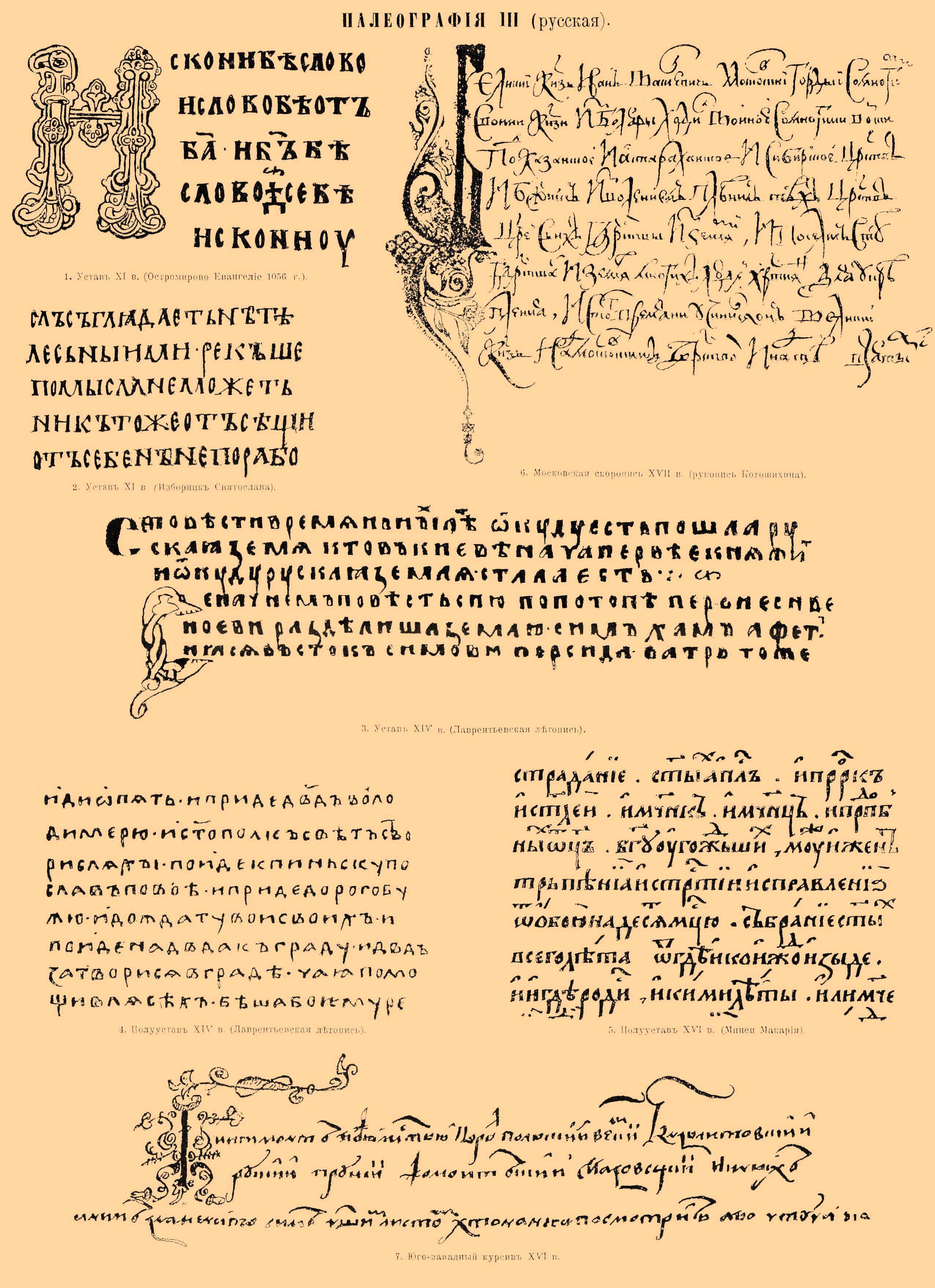
Образцы русской палеографии. Илл. из Энциклопедического словаря Брокгауза и Ефрона

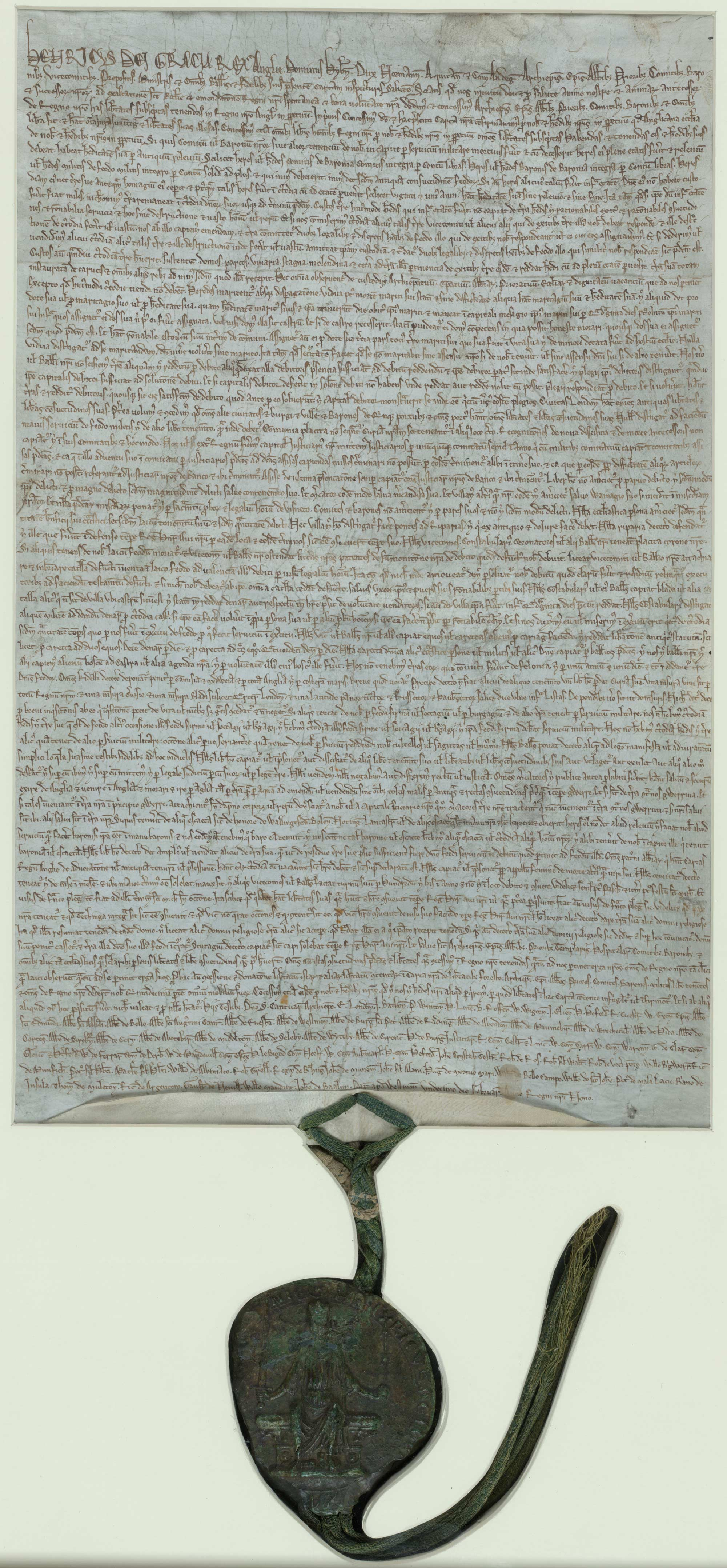
Великая хартия вольностей (1225). Британская библиотека

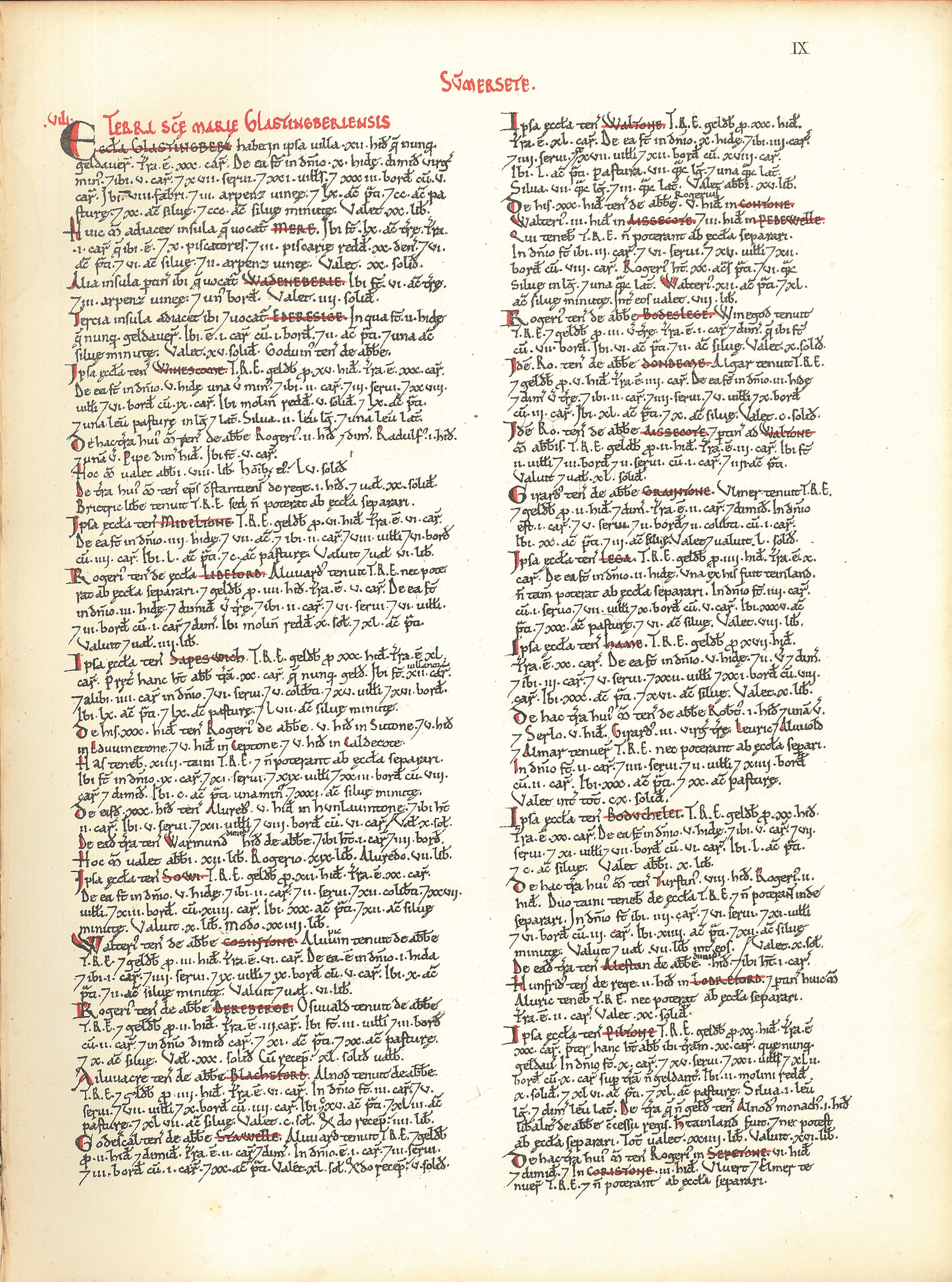
Лист «Книги Страшного суда» с упоминанием Гластонбери (1086). Национальный архив Великобритании

Палеогра́фия (др.-греч. παλαιóς «древний; важный» + γράφω «писать») — вспомогательная историческая дисциплина (специальная историко-филологическая дисциплина), изучающая историю письма, закономерности развития его графических форм, а также памятники древней письменности в целях их прочтения, определения автора, времени и места создания. Палеография исследует эволюцию графических форм букв, письменных знаков, пропорции их составных элементов, виды и эволюцию шрифтов, систему сокращений и их графическое обозначение, материал и орудия письма. Особая отрасль палеографии изучает графику систем тайнописи (криптография). В сферу палеографии входит также изучение орнамента и водяных знаков бумаги (филиграней), формата, переплёта рукописей.

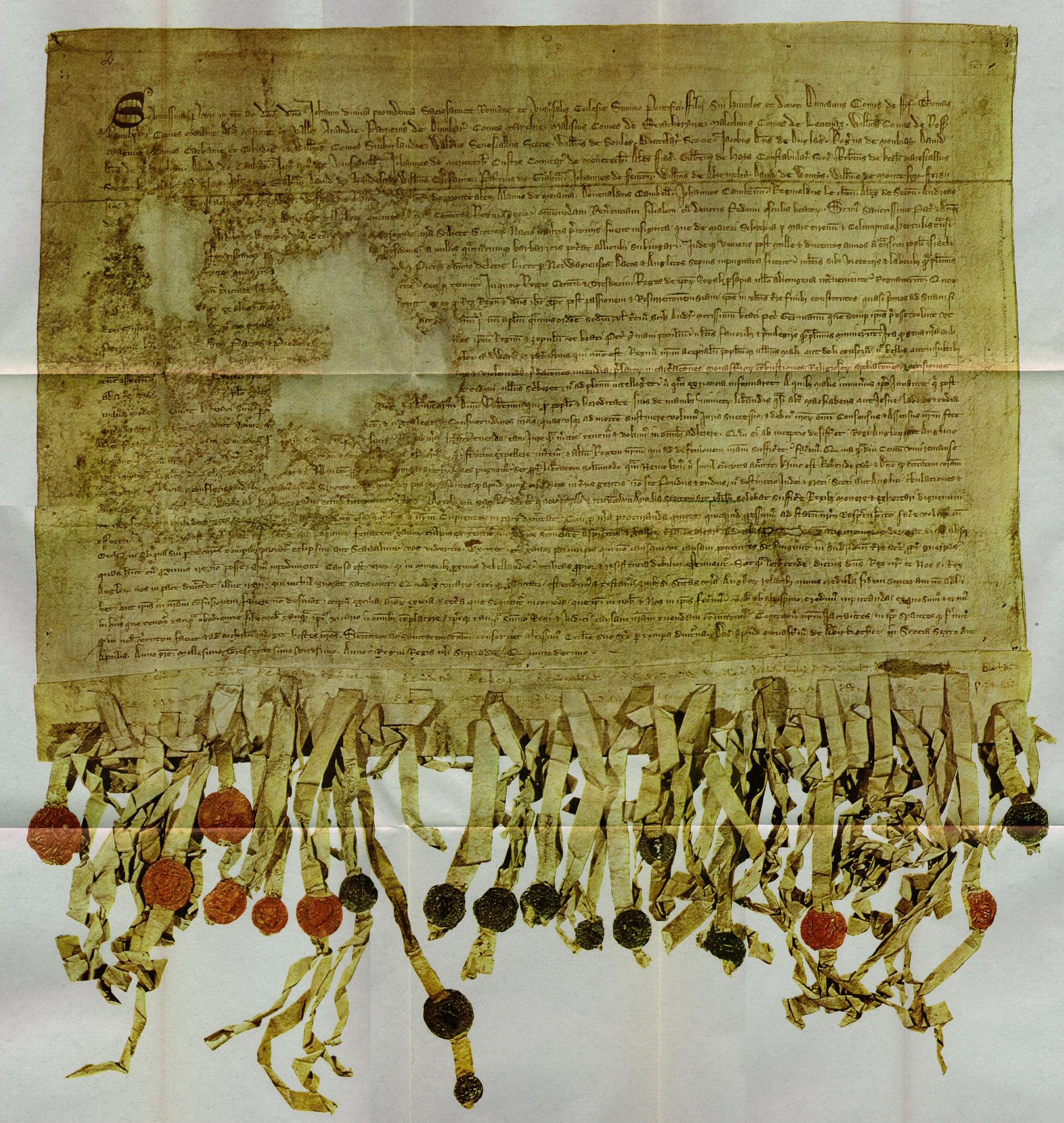
Арбротская декларация независимости Шотландии (1320). Шотландский национальный архив

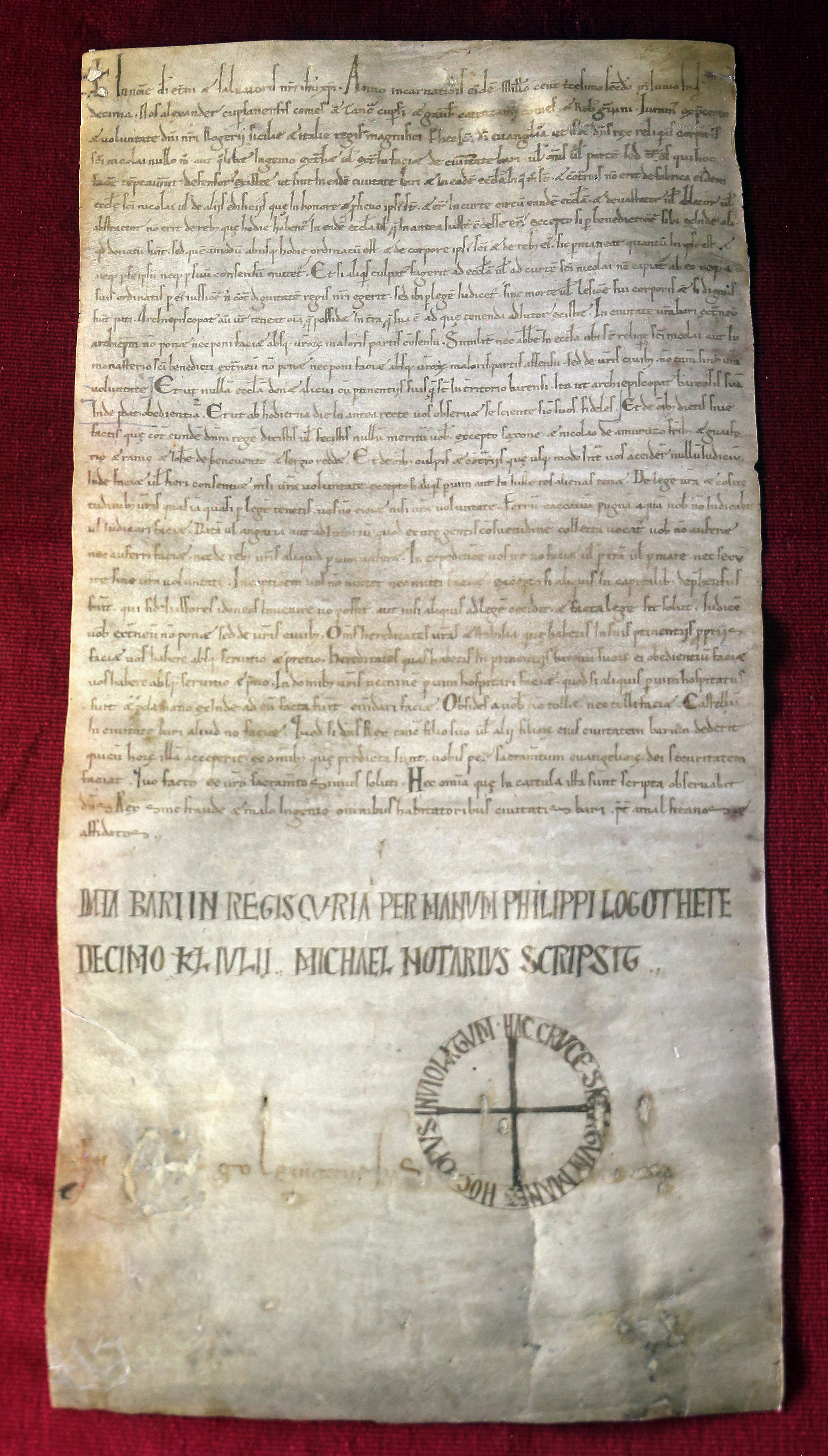
Хартия, данная Рожером II Сицилийским городу Бари (1132)

## История

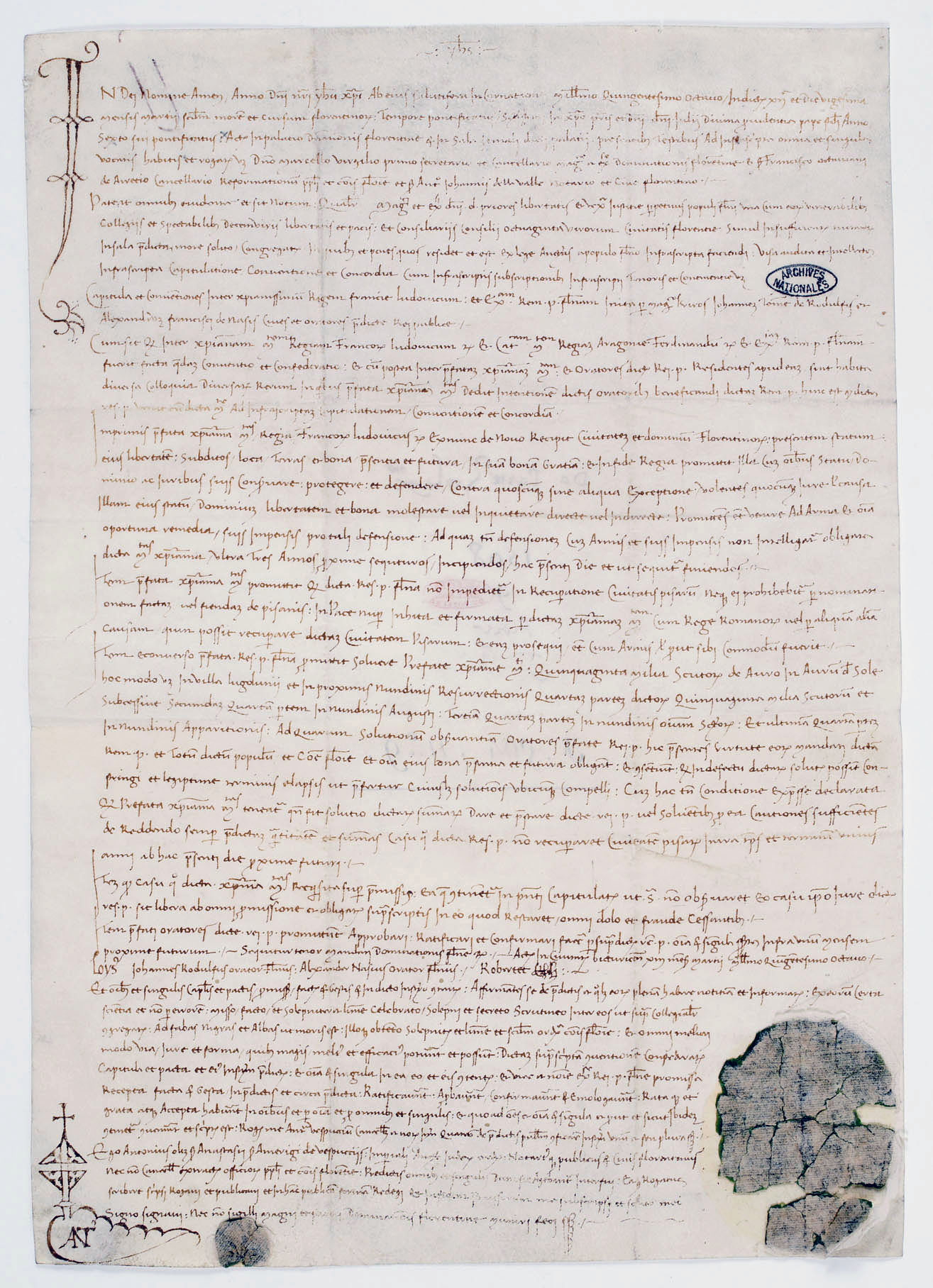
Договор Людовика XII с Флоренцией (1508). Национальный архив Франции

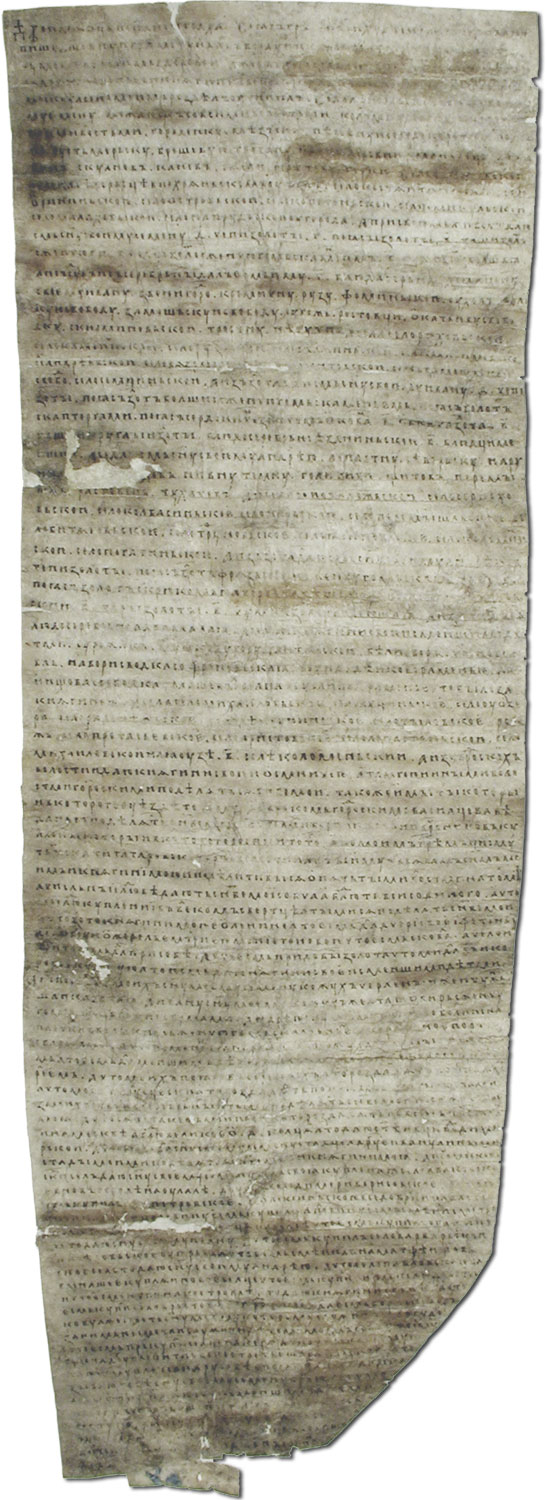
Духовная грамота Ивана Калиты. 1339 г. РГАДА

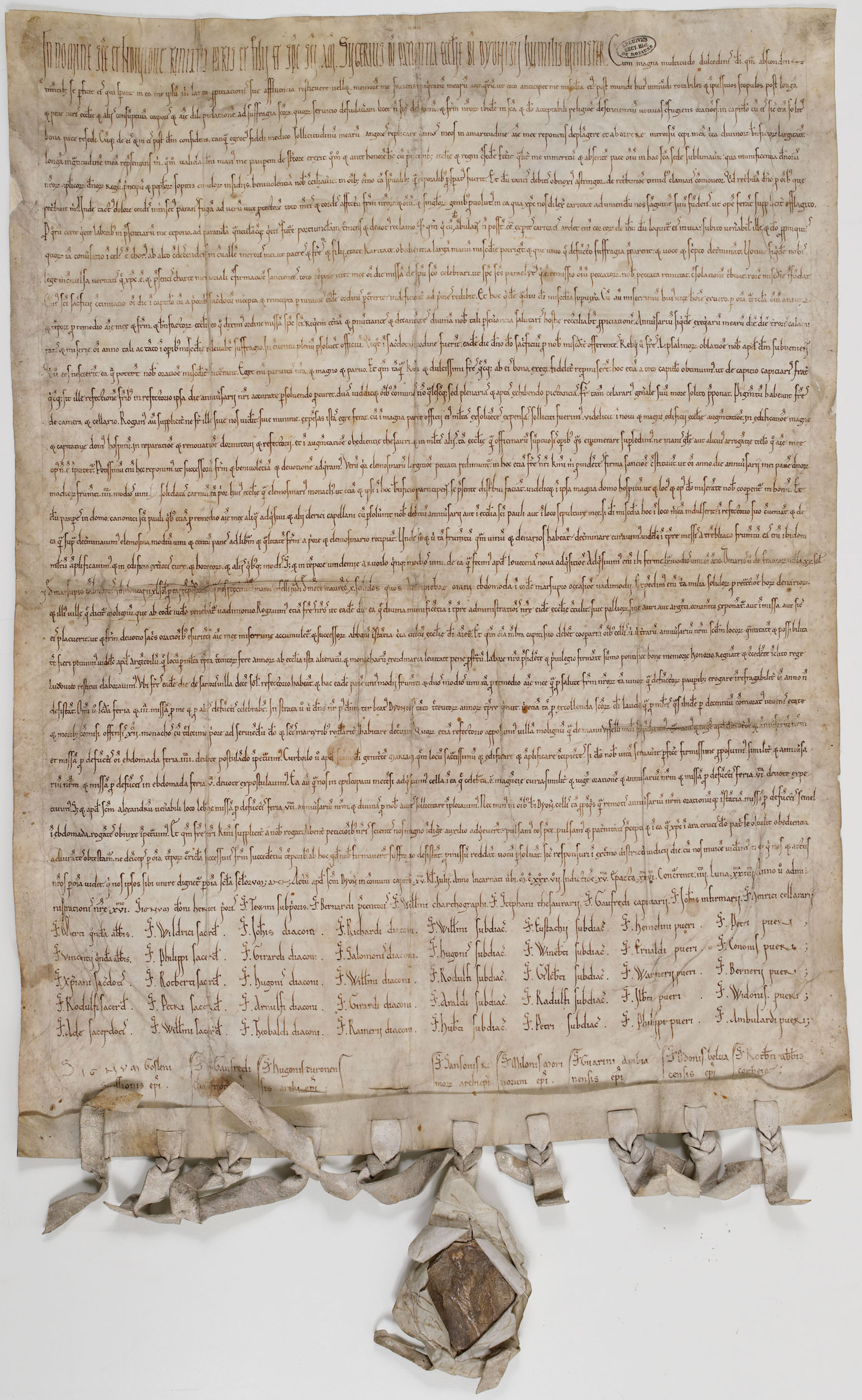
Завещание аббата Сугерия (1137). Национальный архив Франции

Термин палеография введен в 1708 году французским монахом-мавристом Монфоконом, автором «Греческой палеографии» (полное название: «Греческая палеография или о происхождении и развитии букв»). Однако истинным «отцом» палеографии, наряду с дипломатикой (дисциплиной о грамотах, по-латыни diplomae) был не Монфокон, а его коллега по конгрегации (мавристы — конгрегация ордена бенедиктинцев) Жан Мабильон (1632—1707). Защищая честь своего ордена в полемике с иезуитами, усомнившимися в подлинности грамот древних франкских королей вообще и выданных бенедиктинским монастырям в частности, Мабильон выпустил в Париже в 1681 году труд «De re diplomatica libri sex» («Дипломатика в шести книгах»), в котором дал первую классификацию типов раннего средневекового письма, обозначив их как «национальные», то есть франкские, лангобардские, вестготские и т. д. Со своей стороны Монфокон впервые разработал метод палеографического исследования: расположив (на основе определённых признаков) рукописи в хронологический ряд, он вывел эволюцию букв и определил стадии в развитии средневекового греческого письма и его типы.
В России зачатки палеографических исследований имеются уже в трудах старообрядческих полемистов начала XVIII века, посвящённых разоблачению тенденциозных фальсификаций, которые были сфабрикованы правительством с целью доказать древность осуждения старых обрядов.

## Методика

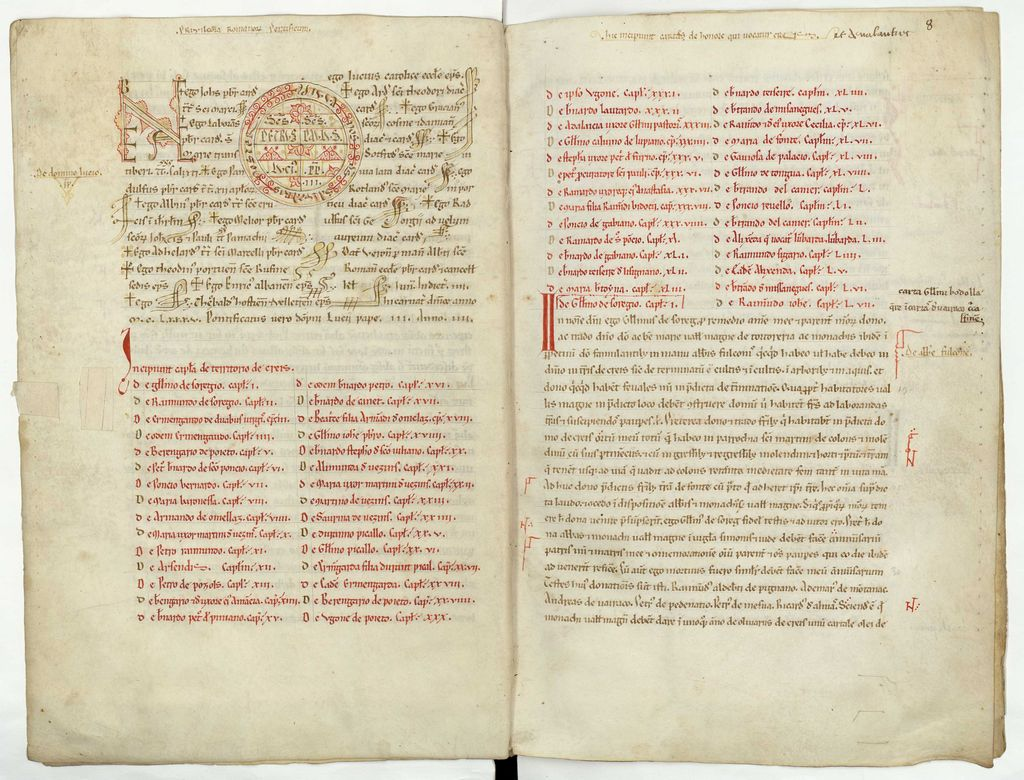
Разворот картулярия аббатства Сент-Мари-де-Вальмань (Окситания), XII в. Архив департамента Эро

Палеография обращает внимание не только на особенности письма, но и на внешний вид рукописи: писчий материал (бумага, пергамент, папирус), переплёт, линии, сокращения, украшения и т. п. Важным моментом для палеографа является определение инструмента письма (гусиное перо, калам и т. д.). Кроме самих букв, внимательно изучаются следующие моменты: «угол» письма, то есть положение орудия письма к строке; «дукт», то есть последовательность и направление в начертании отдельных линий, составляющих букву; размер буквы в мм и пропорции высоты и ширины; «вес» письма («тяжелое» письмо с жирными линиями начертывается мягким, то есть податливым пером, «лёгкое» письмо с тонкими линиями — жёстким пером).

## Формы письма

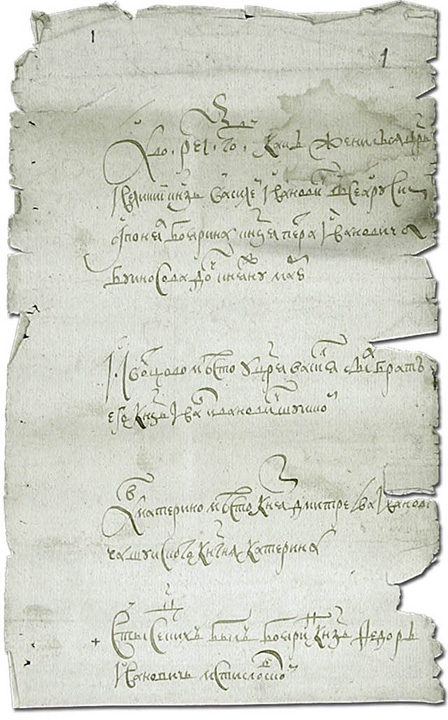
Список свадьбы царя Василия Шуйского с княжной Марией Буйносовой-Ростовской (1608). РГАДА

Важнейшую роль при изучении рукописи играет классификация письма по форме. Обыкновенно выделяют следующие основные формы: маюскул (письмо прописными буквами, от majuscula — прописная буква), минускул (письмо строчными, от minuscula — строчная буква) и курсив («скоропись»). Функциональное различие маюскульных (как прописных) и минускульных (как строчных) букв возникло только в XIII в., до того писали либо только прописными, либо только строчными. На рубеже античности и Средневековья книги писались обыкновенно маюскулом, который, в свою очередь, разделяют на «капитальное» письмо, непосредственно восходящее к письму надписей, и более позднее, округлое и удобное при написании «унциальное». Маюскул был сменен минускулом (который иногда называют «полуунциалом»), на Западе около 800 года, в Греции несколько позже; на Западе минускул развился в готическое письмо. В XIV в. гуманисты, начиная с Петрарки, обнаружили труды античных авторов, переписанные в IX—XI вв. так называемым «каролинским минускулом»; это письмо они приняли за античное и, поражённые его красотой и удобочитаемостью по сравнению с готическим, принялись копировать. На его основе возник современный латинский шрифт.

### Армянская палеография
Древнейший армянский шрифт маюскульный еркатагир. Последний, в свою очередь, ответвляется на округлый (более ранний) и прямолинейный еркатагир. Доминировал в V—XIII веках, после чего употреблялся для написания заглавий, заглавных строк и заглавных букв. На нём продолжали создаваться лапидарные надписи. Основная форма армянского минускульного письма — болоргир. Встречается с Раннего средневековья, в своей графической форме мало отличается от еркатагира и представляет его уменьшенную форму. Доминировал в XIII—XVI веках. С X века встречается шрифт шхагир. В XIII веке возникла форма нотргир, получившая широкую применяемость в XVI—XVIII веках. Изучение эволюции армянских букв начинается с XVIII века.

### Русская палеография
Славянский кириллический устав происходит от греческого маюскула IX века; к XIV столетию он развился в полуустав, аналогичный западному «унициальному» (русский «полуустав») маюскулу и в XVI веке лёгший в основу печатного церковнославянского шрифта. Пётр I в начале XVIII века реформировал русскую азбуку.